# Manœuvre de Nélaton
La manœuvre de Nélaton est utilisée dans le but de réduire une luxation mandibulaire.
L'opérateur, dont les mains sont gantées et les doigts protégés par des compresses, empaume la mandibule entre ses pouces appliqués sur l'arcade dentaire inférieure et ses autres doigts appliqués contre les arcs mandibulaires.
Il pousse doucement la mandibule vers le bas (surtout pas en arrière) jusqu'à ce que la tête mandibulaire réintègre la fosse mandibulaire.